# English National Opera
Pour les articles homonymes, voir ENO.
L'English National Opera (ENO) est une compagnie d'opéra établie à Londres et résidant au London Coliseum dans St. Martin's Lane. Avec le Royal Opera House, c'est une des deux principales compagnies lyriques. Toutes ses productions sont en anglais, et la compagnie est connue pour ses productions modernes et ses billets à bas prix.

## Directeurs musicaux (Music directors)
- Lawrance Collingwood (chef d'orchestre, 1931-1941, directeur musical 1941-1946)
- James Robertson (1946-1954)
- Alexander Gibson (1957-1959)
- Colin Davis (1961-1965)
- Mario Bernardi (1966-1968) et Bryan Balkwill (1966-1969), codirecteurs musicaux
- Sir Charles Mackerras (1970-1977)
- Sir Charles Groves (1978-1979)
- Mark Elder (1979-1993)
- Sian Edwards (1993-1997)
- Paul Daniel (1997-2005)
- Edward Gardner (2007-2015)
- Mark Wigglesworth (2015-2016)
- Martyn Brabbins (2016-2023)
- André de Ridder (en) (2025, directeur musical désigné ; 2027-)[1]

## Distinctions
- International Opera Award dans la catégorie « chœurs » (2016)[2].

## Liens
- (en) Site officiel
- Ressources relatives à la musique :   - AllMusic
  - Discogs
  - MusicBrainz
- Ressource relative au spectacle :   - Archives suisses des arts de la scène
- Notice dans un dictionnaire ou une encyclopédie généraliste :   - Store norske leksikon
- Notices d'autorité :   - VIAF
  - ISNI
  - BnF (données)
  - IdRef
  - LCCN
  - GND
  - Israël
  - WorldCat
- (en) Historique